# コリン・デラニー
コリン・デラニー（Colin Matthew Delaney、1986年9月7日 - ）は、アメリカ合衆国のプロレスラー。ニューヨーク州ロチェスター出身。

## 来歴
チカラ、UWAなどで活動。
2007年12月、WWE・ECWに登場。
2008年2月、トミー・ドリーマーと組んでジョン・モリソン & ザ・ミズを相手に初勝利を飾る。3月、ケリー・ケリーと組んでマイク・ノックス & レイラに勝利。8月、WWEから解雇となる。
WWE解雇後、UWA、NWA、チカラ、SCWなどの団体で活動。
2017年12月12日、WWE・SmackDown Liveに出場。ジョー・モンローと組んでブラジオン・ブラザーズ（ハーパー & ローワン）と対戦。最後に自身がダブル・クルシフィックス・パワーボムの餌食となり敗戦した。